# Rhus
Rhus L. è un genere di piante appartenente alla famiglia Anacardiaceae che comprende una cinquantina di specie diffuse soprattutto nelle aree temperate e subtropicali dell'Africa meridionale, dell'Asia orientale e dell'America del Nord.
Molte specie sono sfruttate per la produzione di coloranti, altre utilizzate in medicina e cucina (triturato, sotto il nome di sommacco, specialmente sulla carne arrostita), altre ancora sono velenose e possono provocare irritazioni della pelle.

## Tassonomia
Il genere comprende le seguenti specie:
- Rhus allophyloides Standl.
- Rhus amherstensis W.W.Sm.
- Rhus andrieuxii Engl.
- Rhus aromatica Aiton
- Rhus arsenei F.A.Barkley
- Rhus × ashei (Small) Greene
- Rhus bahamensis G.Don
- Rhus barclayi (Hemsl.) Standl.
- Rhus caudata Lauterb.
- Rhus chinensis Mill.
- Rhus chondroloma Standl.
- Rhus choriophylla  Wooton & Standl.
- Rhus ciliolata Turcz.
- Rhus copallinum L.
- Rhus coriaria L.
- Rhus dhuna Buch.-Ham. ex Hook.f.
- Rhus duckerae F.A.Barkley
- Rhus galeottii Standl.
- Rhus glabra L.
- Rhus hartmanii F.A.Barkley
- Rhus hypoleuca Champ. ex Benth.
- Rhus integrifolia (Nutt.) Benth. & Hook.f. ex W.H.Brewer & S.Watson
- Rhus jaliscana Standl.
- Rhus kearneyi F.A.Barkley
- Rhus lamprocarpa Merr. & L.M.Perry
- Rhus lanceolata (A.Gray) Britton
- Rhus lenticellosa Lauterb.
- Rhus lentii Kellogg
- Rhus linguata Slis
- Rhus michauxii Sarg.
- Rhus microphylla Engelm.
- Rhus muelleri Standl. & F.A.Barkley
- Rhus nelsonii F.A.Barkley
- Rhus oaxacana Loes.
- Rhus ovata S.Watson
- Rhus pachyrrhachis Hemsl.
- Rhus palmeri Rose
- Rhus potaninii Maxim.
- Rhus × pulvinata Greene
- Rhus punjabensis J.L.Stewart ex Brandis
- Rhus rubifolia Turcz.
- Rhus sandwicensis A.Gray
- Rhus schiedeana Schltdl.
- Rhus schmidelioides Schltdl.
- Rhus standleyi F.A.Barkley
- Rhus taishanensis S.B.Liang
- Rhus taitensis Guill.
- Rhus tamaulipana B.L.Turner
- Rhus teniana Hand.-Mazz.
- Rhus tepetate Standl. & F.A.Barkley
- Rhus terebinthifolia Schltdl. & Cham.
- Rhus trilobata Nutt.
- Rhus typhina L.
- Rhus vestita Loes.
- Rhus virens Lindh. ex A.Gray
- Rhus wilsonii Hemsl.